# パーム・ビーチ・インターナショナル・レースウェイ
パーム・ビーチ・インターナショナル・レースウェイ （Palm Beach International Raceway）はアメリカ合衆国のフロリダ州バームビーチにあったサーキット。1965年から2022年まで使用されていた。
パーム・ビーチ・インターナショナル・レースウェイにはパーム ビーチ ドライビング クラブの本拠地でもありました。